# آشور (شهر)
آشور (‎/ˈæsʊər/‎;سومری: 𒀭𒊹𒆠 AN. ŠAR2KI, خط میخی آشوری:  Aš-šurKI, "شهر خدا آشور"; سریانی: ܐܫܘܪ Āšūr; خط میخی فارسی باستان 𐎠𐎰𐎢𐎼 Aθur, (به انگلیسی: Aššur): Āšūr; عبری: אַשּׁוּר‎: Aššûr, (به فارسی: آشور)، (به عربی: اشور)، همچنین به عنوان «عاشور» و «قلات شرقاط» نیز شناخته می‌شود، پایتخت دوره آشوری کهن (۲۰۲۵–۱۷۵۰ پ. م)، امپراتوری آشور میانه (۱۳۶۵–۱۰۶۵ پ. م) بود، و برای مدتی کوتاه نیز پایتخت امپراتوری آشوری نو (۹۱۱–۶۰۸ پ. م) بود. بقایای شهر در ساحل غربی رود دجله، در شمال محل تلاقی رود دجله با شاخه آن، زاب کوچک، به‌طور دقیق‌تر در منطقه الشرقاط از استان صلاح‌الدین کشور عراق کنونی قرار دارد.
سابقه ساخت شهر حدود ۴۰۰۰ سال و سابقه سکونت در آن از ۲۶۰۰ سال پ. م می‌باشد. تا اواسط قرن ۱۴ میلادی، هنگامی که نیروهای تیمور جمعیت آن را قتل‌عام کردند، بوده‌است. این شهر یک سایت از میراث جهانی سازمان یونسکو است، که در سال ۲۰۰۳. م پس از جنگی که تحت هدایت ایالات متحده آمریکا - و به دنبال حمله ۲۰۰۳ به عراق به راه افتاد و همچنین یک سد انتقالی که باعث آبگرفتگی برخی از مناطق می‌شود به لیست مکانهای در معرض خطر آن سازمان اضافه شد. شهر آشور در ۶۵ کیلومتری در جنوب سایت باستانی کالح و ۱۰۰ کیلومتری جنوب نینوا قرار دارد.

## پیشینه اکتشافات
کاوش در سایت آشور در سال ۱۸۹۸ توسط باستانشناسان آلمانی آغاز شد. حفاریها در سال ۱۹۰۰ توسط فردریش دلیتس آغاز شد و در سال ۱۹۰۳–۱۹۱۳ توسط تیمی از Deutsche Orient-Gesellschaft ابتدا به رهبری رابرت کولدوی و بعداً والتر آندره ادامه یافت. در این حفاری‌ها بیش از ۱۶۰۰۰ لوح سفالی با متن میخی کشف شد. بسیاری از اشیاء یافته شده به موزه پرگامون در برلین راه یافتند.
آخرین اکتشاف در شهر آشور توسط B. Hrouda برای دانشگاه لودویگ ماکسیلیان مونیخ و وزارت فرهنگ باواریا و در سال ۱۹۹۰ انجام شد. در همان دوره، در ۱۹۸۸ و ۱۹۸۹، سایت توسط R. Dittmann به نمایندگی از Deutsche Forschungsgemeinschaft کار می‌کرد.

## ریشه نام

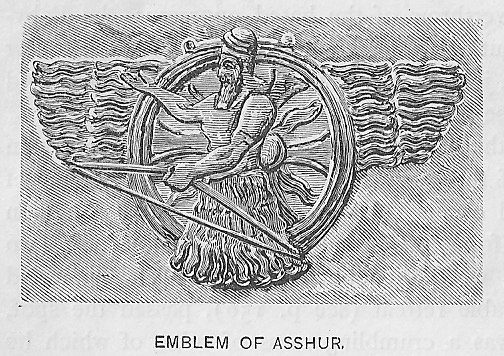
نشان آشوریان

آشور (Aššur) نام شهر و همچنین سرزمینی است که توسط این شهر اداره می‌شد و آشور خدای متولی آن است که بومیان نام خود را از آن گرفته‌اند. سرزمین آشور امروزه شمال عراق، شمال‌شرق سوریه و جنوب‌شرق ترکیه را در بر می‌گیرد. امروزه آشوریان در سراسر خاورمیانه، به ویژه در عراق، ایران، سوریه، ترکیه و دیاسپورا (جوامع دور از وطن) در جهان غرب یافت می‌شوند. Assur همچنین منشأ نام‌های سوریه (Syria) و اصطلاحات مسیحیان سریانی است، اینها در اصل مشتقات هند و اروپایی آشور بوده‌اند و برای قرن‌های متمادی فقط در آشور اعمال می‌شده و آشوریان (نگاه کنید به ریشه‌شناسی سوریه) قبل از اینکه توسط امپراتوری سلوکی در قرن ۳ قبل از میلاد به شام و ساکنان آن اعمال شود.

## اوایل عصر برنز

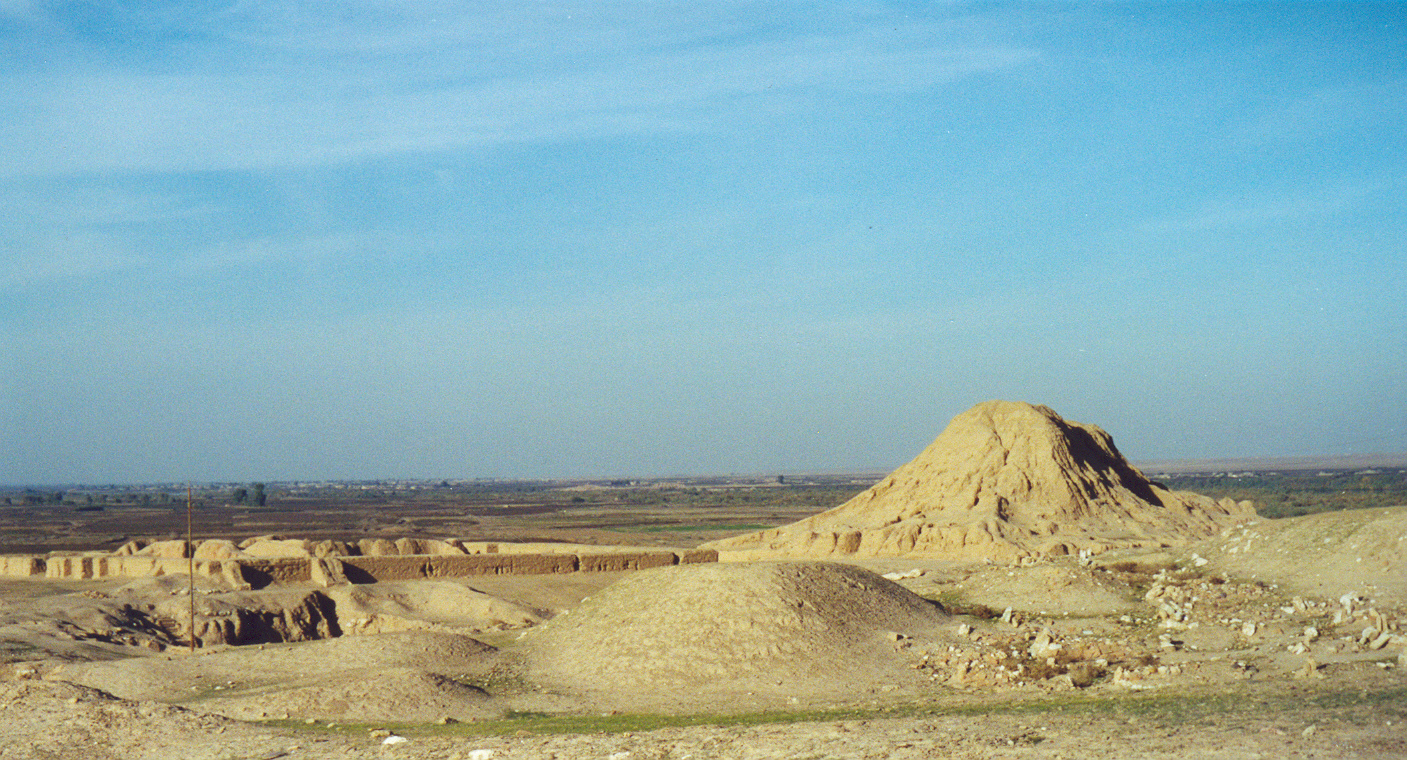
شهر آشور

باستان‌شناسی نشان می‌دهد که مکان این شهر در اواسط هزاره سوم پیش از میلاد توسط انسان مسکونی شده‌است. این دوره سومری قبل از ظهور آشور در قرن ۲۵ تا ۲۱ پیش از میلاد بود. قدیمی‌ترین بقایای شهر در پایه‌های معبد ایشتار و همچنین در کاخ قدیمی کشف شد. در دوره بعدی، پادشاهان اکدی این شهر را اداره می‌کردند. در طی سلسله سوم اور، این شهر توسط والیان آشوری تابع سومریها اداره می‌شد.

## دوره آشوری کهن (قدیم) و آشور میانه

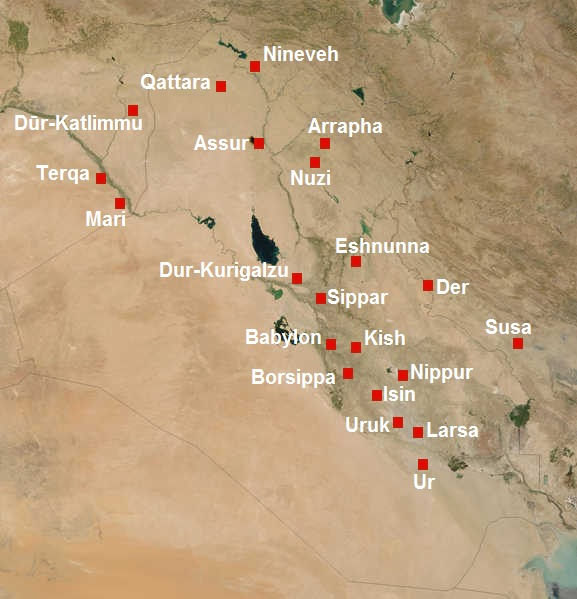
میانرودان در هزاره دوم پیش از میلاد

در زمان سلسله سوم اور، در اواخر قرن بیست و یکم پیش از میلاد مطابق با گاهشماری میانه و اواسط قرن بیستم پیش از میلاد، در پی حملات فزاینده توسط گوتیان و آموری‌ها، پادشاهان بومی آشوری‌تبار آکدی‌زبان اکنون آزاد بودند در حالی که سومر زیر یوغ آموری‌ها قرار گرفت. پادشاه آشور اوشپیا که در حدود قرن بیست و یکم پیش از میلاد سلطنت کرد، به دلیل اختصاص اولین معبد به خدای آشور در شهر خود شناخته می‌شود، گرچه نام این پادشاه از کتیبه یکی از شاهان بعدی آشور به نام شلمنسر یکم در قرن سیزدهم پ. م به دست آمده‌است. قدمت مکان این معبد به زمان اسکان اولیه، زمانی است که مردم آشور، ملت خود را تحت حمایت خدای شهر یعنی آشور تأسیس کردند، برمیگردد. اندکی پس از حدود دوهزار سال پیش از میلاد، پوزور-آشور یکم سلسله جدیدی را بنیان نهاد، او و جانشینانش مانند ایلو-شوما، اریشوم یکم و سارگون یکم کتیبه‌هایی در مورد ساختمان معابد آشور، ادد و ایشتار در شهر به جای گذاشتند. سعادت و استقلال، اولین استحکامات قابل توجه در این دوره را ایجاد کرد. هرچه منطقه از صلح و ثبات نسبی برخوردار بود، تجارت بین میانرودان و آناتولی افزایش می‌یافت و شهر آشور از موقعیت استراتژیک آن بسیار بهره‌مند می‌شد. بازرگانان کالاهای خود را از طریق کاروان به آناتولی می‌فرستادند و در وهله اول در مستعمرات آشور در آناتولی تجارت می‌کردند، عمده کالاها در Karum Kanesh (Kültepe) بود.
با به حکومت رسیدن شمشی-ادد یکم (۱۸۱۸–۱۷۸۱ پیش از میلاد) در آشور، او قدرت و نفوذ شهر را در آن سوی دره رود دجله گسترش داد و آنچه را اولین امپراتوری آشور می‌دانند، ایجاد کرد. در این زمان، کاخ سلطنتی بزرگی ساخته شد و معبد آشور با زیگورات گسترش و بزرگ شد. با این حال، این دوران هنگامی که حمورابی، پادشاه اموری بابل، پس از مرگ ایشمن-داگان یکم شهر را تسخیر کرد و این شهر را به امپراتوری کوتاه‌مدت خود اضافه نمود، پایان یافت. در حالی که سه پادشاه بعدی آشوری به عنوان پادشاهان تحت سلطه بودند. چندی نگذشته بود که پادشاه بومی آداسی حدود ۱۷۵۶ سال پیش از میلاد، بابلیان را از شهر و سرزمین آشور به‌طور کلی اخراج کرد، اگر چه از جانشینان وی اطلاعات کمی در دست است. شواهد مربوط به فعالیت‌های بیشتر ساختمانی از چند قرن بعد، در زمان پادشاهی یک پادشاه بومی به نام پوزور-آشور سوم، هنگامی که شهر دوباره مورد استفاده قرار گرفت و مناطق جنوبی در دفاع از شهر اصلی قرار گرفت، شناخته شده‌است. معابد خدای ماه سین (نانا-سین) و خدای خورشید شمش از قرن پانزدهم پیش از میلاد ساخته شده و وقف شده‌اند. در اواخر قرن پانزدهم پیش از میلاد این شهر متعاقباً تحت سلطه پادشاه میتانی، شوشتاتار قرار گرفت و درهای طلا و نقره معبد را به عنوان غنایم به پایتخت خود، واشیوکامی برد.
آشور-اوبالیت یکم از جد خود آداسی تقلید کرد و امپراتوری میتانی را در سال ۱۳۶۵ پیش از میلاد سرنگون کرد. آشوریان با در اختیار گرفتن بخش شرقی امپراتوری میتانی، و بعداً نیز با الحاق باقیمانده قلمروی میتانی، هیتی، بابل، آموری و هوریان از این پیروزی سود بردند. قلمرو قرن‌های بعدی شاهد بازسازی معابد و کاخ‌های قدیمی آشور بود و این شهر بار دیگر از سال ۱۳۶۵ پیش از میلاد تا ۱۰۷۶ پیش از میلاد به یک امپراتوری بزرگ تبدیل شد. توکولتی‌نینورتای یکم (۱۲۴۴–۱۲۰۸ پیش از میلاد) همچنین معبد جدیدی را برای الهه ایشتار ساخت. معبد آنو - ادد بعداً در زمان تیگلات-پیلسر یکم (۱۱۱۵–۱۰۷۵ پیش از میلاد) تأسیس شد. محوطه دیواری شهر در دوره آشور میانه مقداری ۲ هکتار را تشکیل می‌داد.

## امپراتوری آشوری نو

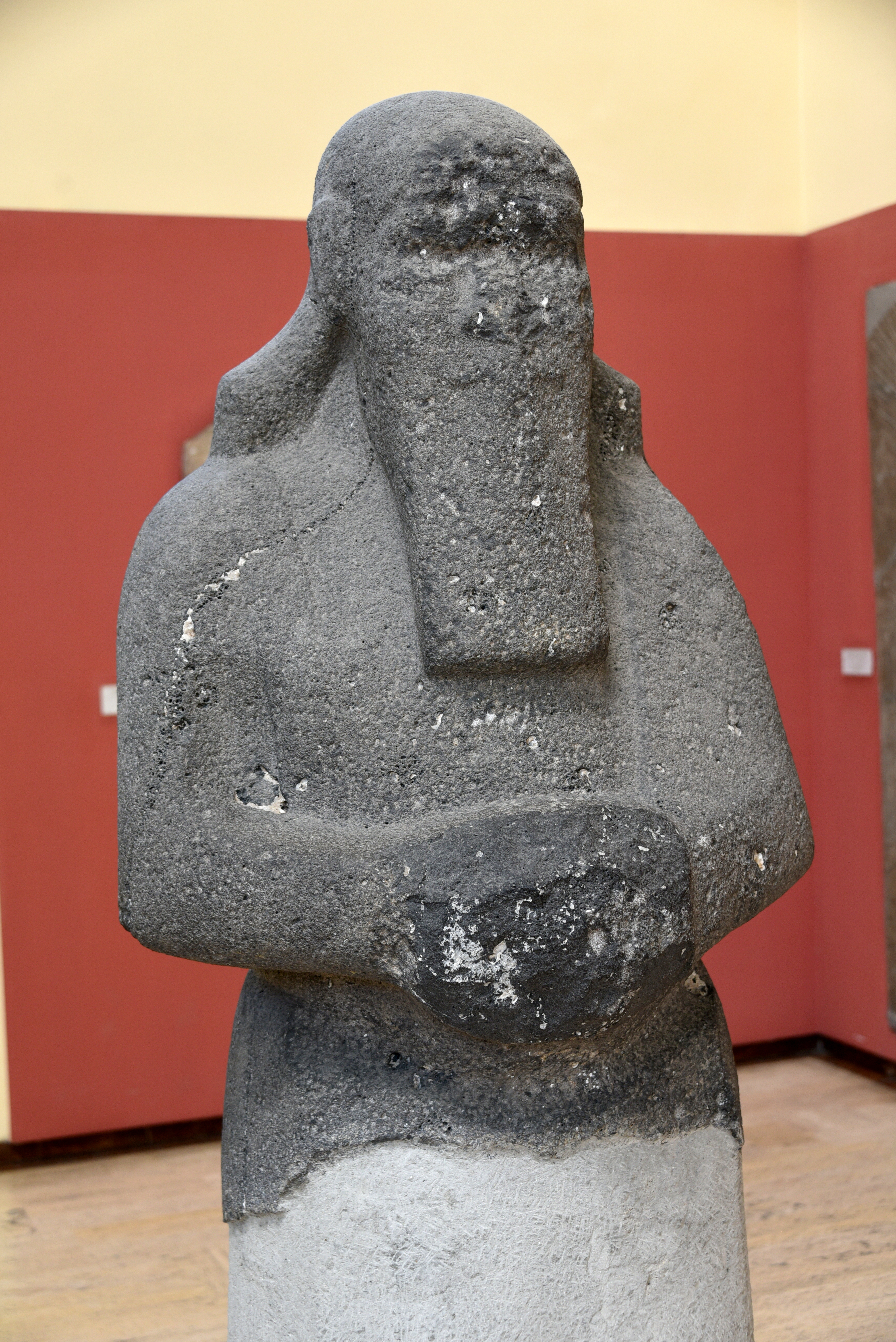
مجسمه ناتمام شلمنسر سوم (۸۵۸–۸۲۴ پ. م) یافت شده در شهر آشور، عراق. موزه باستان استانبول

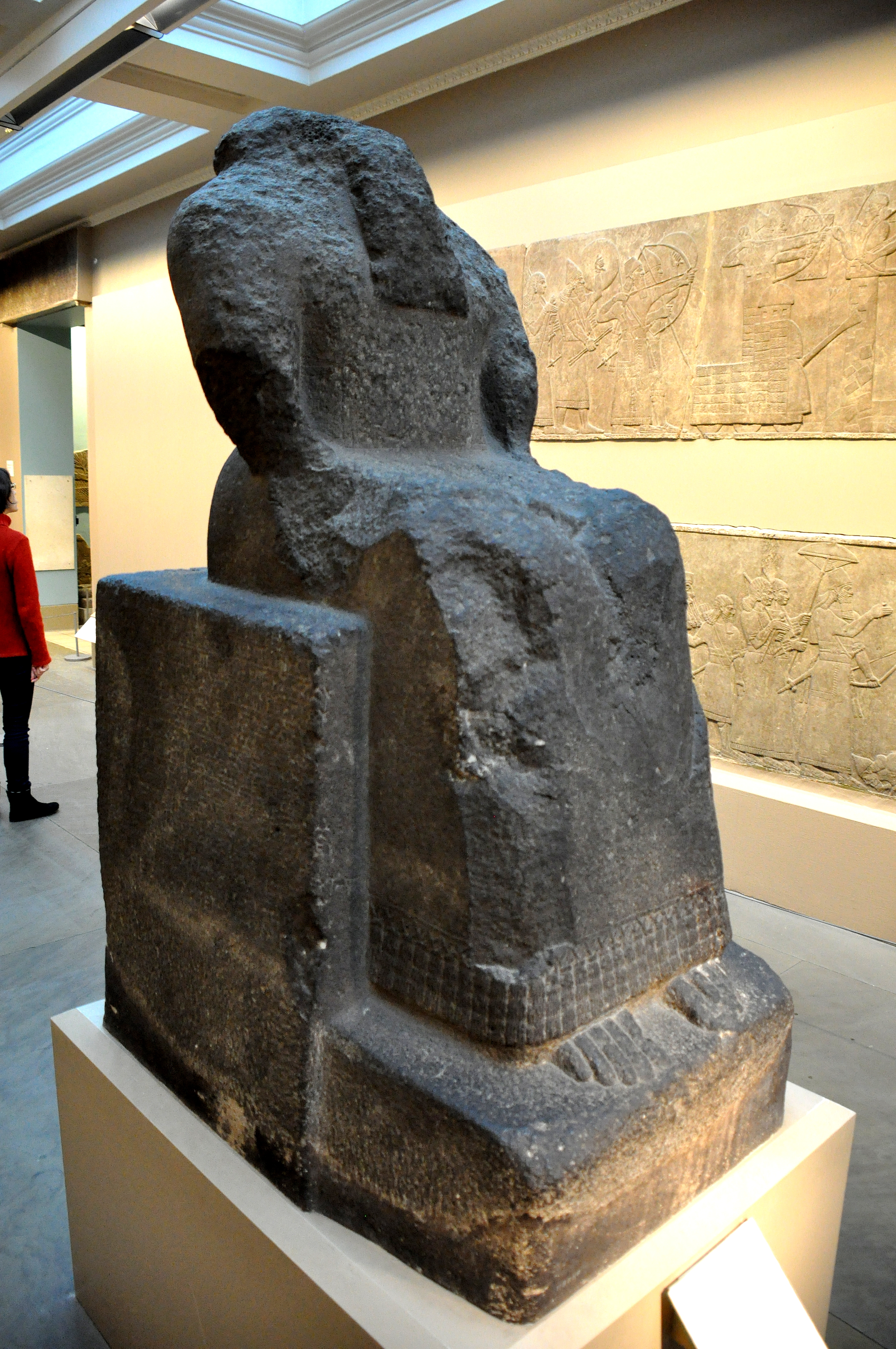
مجسمه خدای کیدودو، روح نگهبان دیوار شهر آشور. حدود ۸۳۵ ق. م از آشور عراق. موزه بریتانیا، لندن

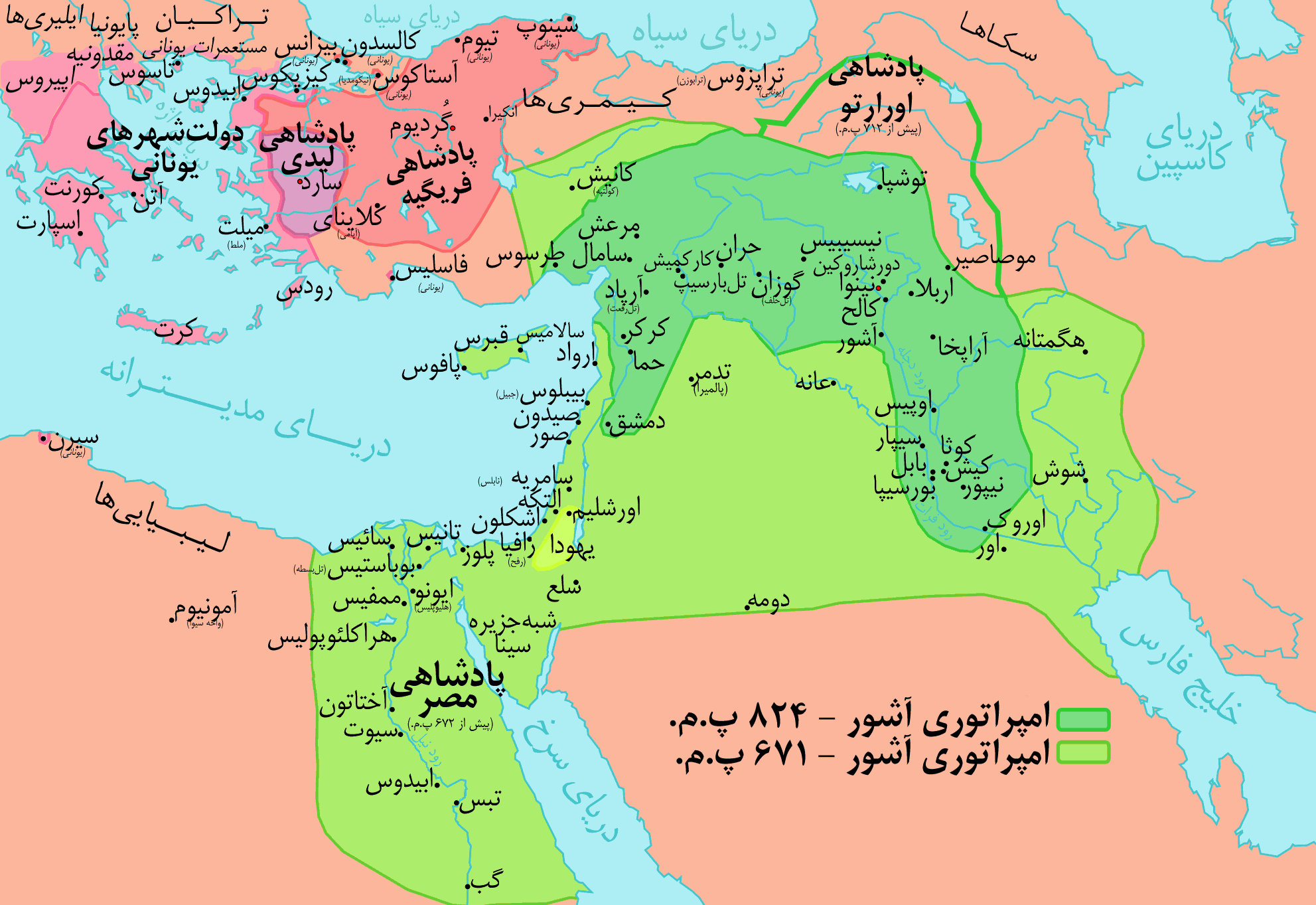
نقشه قلمرو آشور نو

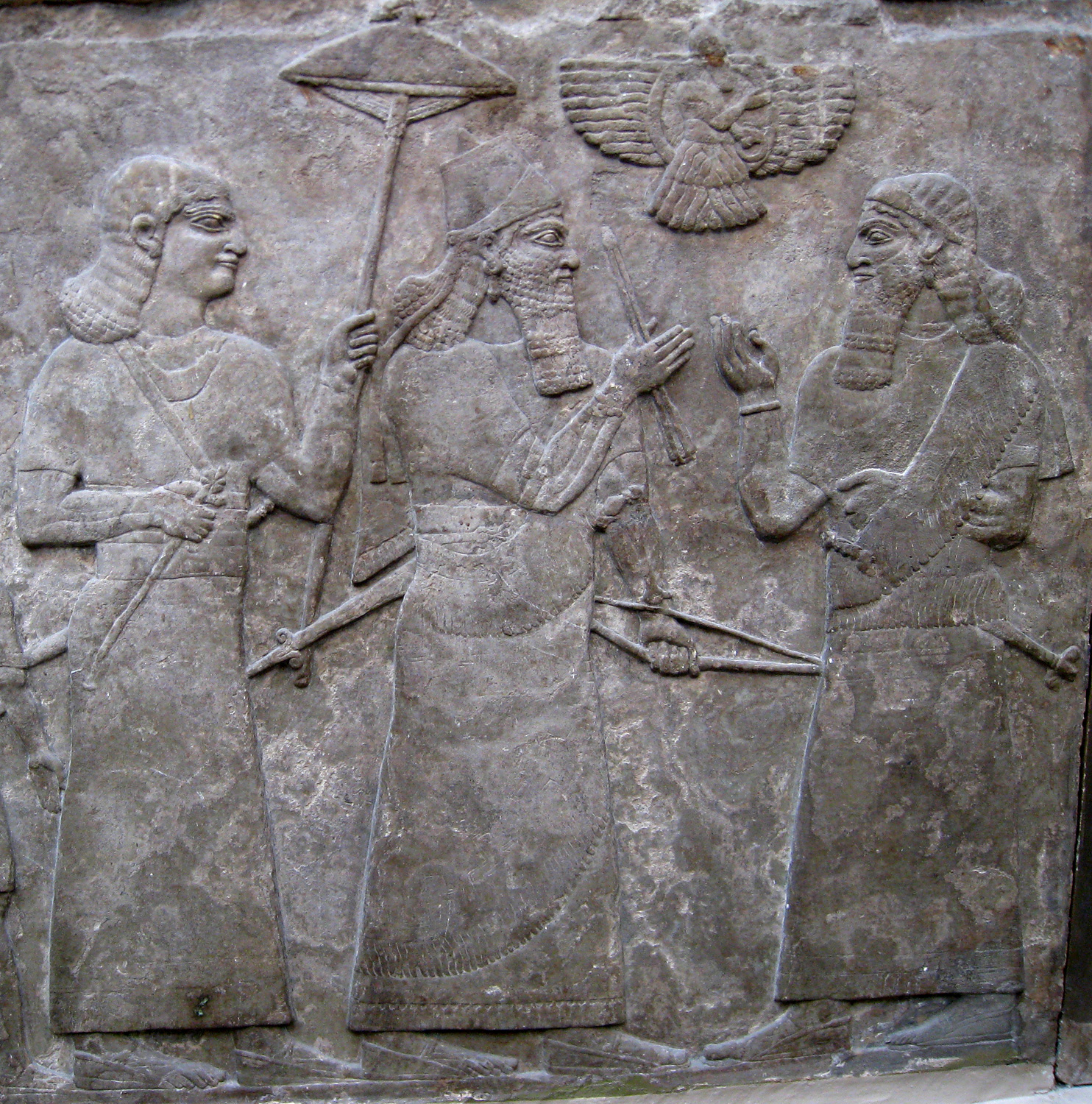
آشور-ناصیر-پال دوم به همراه منشی

در امپراتوری آشوری نو (۹۱۲–۶۰۵ پیش از میلاد)، پایتخت به سایر شهرهای آشور منتقل شد. آشور-ناصیر-پال دوم (۸۸۴–۸۵۹ پیش از میلاد) پس از یک سری تهاجمات موفق، پایتخت را از شهر آشور به کالح (نیمرود) منتقل کرد و بزرگ‌ترین آثار هنری را در شکل مجسمه‌های عظیم لاماسو و تصاویر برجسته دربار سلطنتی و همچنین نبردها به وجود آورد. با سلطنت سارگون دوم (۷۲۲–۷۰۵ پیش از میلاد)، یک پایتخت جدید شروع به ظهور کرد. دور شاروکین (قلعه سارگون) در مقیاسی تنظیم شد تا از مقیاس آشور-ناصیر-پال دوم پیشی بگیرد. با این حال، او در جنگ کشته شد و پسر و جانشین او سناخریب (۷۰۵–۶۸۲ پیش از میلاد) شهر را رها کرده و تصمیم گرفت که نینوا را گسترش دهد و به عنوان پایتخت سلطنتی انتخاب کند. با این حال، شهر آشور به دلیل داشتن معبد خدای ملی آشور، همچنان به عنوان مرکز مذهبی امپراتوری باقی ماند و همچنان به عنوان نهاد مقدس امپراتوری مورد احترام قرار گرفت. در زمان سناخریب (۷۰۵–۶۸۲ پیش از میلاد)، خانه سال جدید، «آکیتو»، ساخته شد و جشن‌ها در شهر گرفته شد. بسیاری از پادشاهان نیز در زیر کاخ قدیمی به خاک سپرده شدند در حالی که برخی از ملکه‌ها در سایر پایتخت‌ها مانند همسر سارگون، آتالیا به خاک سپرده شدند. این شهر در طی نبرد نینوا، که درگیری بزرگی بین ارتش امپراتوری آشوری نو و مادها وجود داشت، تا حد زیادی ویران شد.

## شاهنشاهی هخامنشی
پس از سرنگونی مادها توسط پارسیان به عنوان نیروی مسلط در ایران باستان، از سال ۵۴۹ پ. م تا ۳۳۰ پ. م آشور توسط ایران (شاهنشاهی هخامنشی) به عنوان آتورا اداره می‌شد. آشوریان ماد و آتورا (آشور) به ترتیب مسئول کارهای طلا و لعاب کاخ و تهیه چوب سرو لبنان بودند. شهر و منطقه آشور بار دیگر به درجه‌ای از قدرت نظامی و اقتصادی رسیده بود. آشوریان سرزمین اصلی به همراه آشوریان ساکن در ماد، یک شورش در سال ۵۲۰ پیش از میلاد برپا نمودند که در نهایت ناکام ماند. به نظر می‌رسد آشور به طرز چشمگیری بهبود یافته و در این دوره شکوفا شده‌است. این مرکز به یک مرکز عمده کشاورزی و اداری شاهنشاهی هخامنشی تبدیل شد و سربازان آن تکیه‌گاه اصلی ارتش ایران بودند.

## شاهنشاهی اشکانی

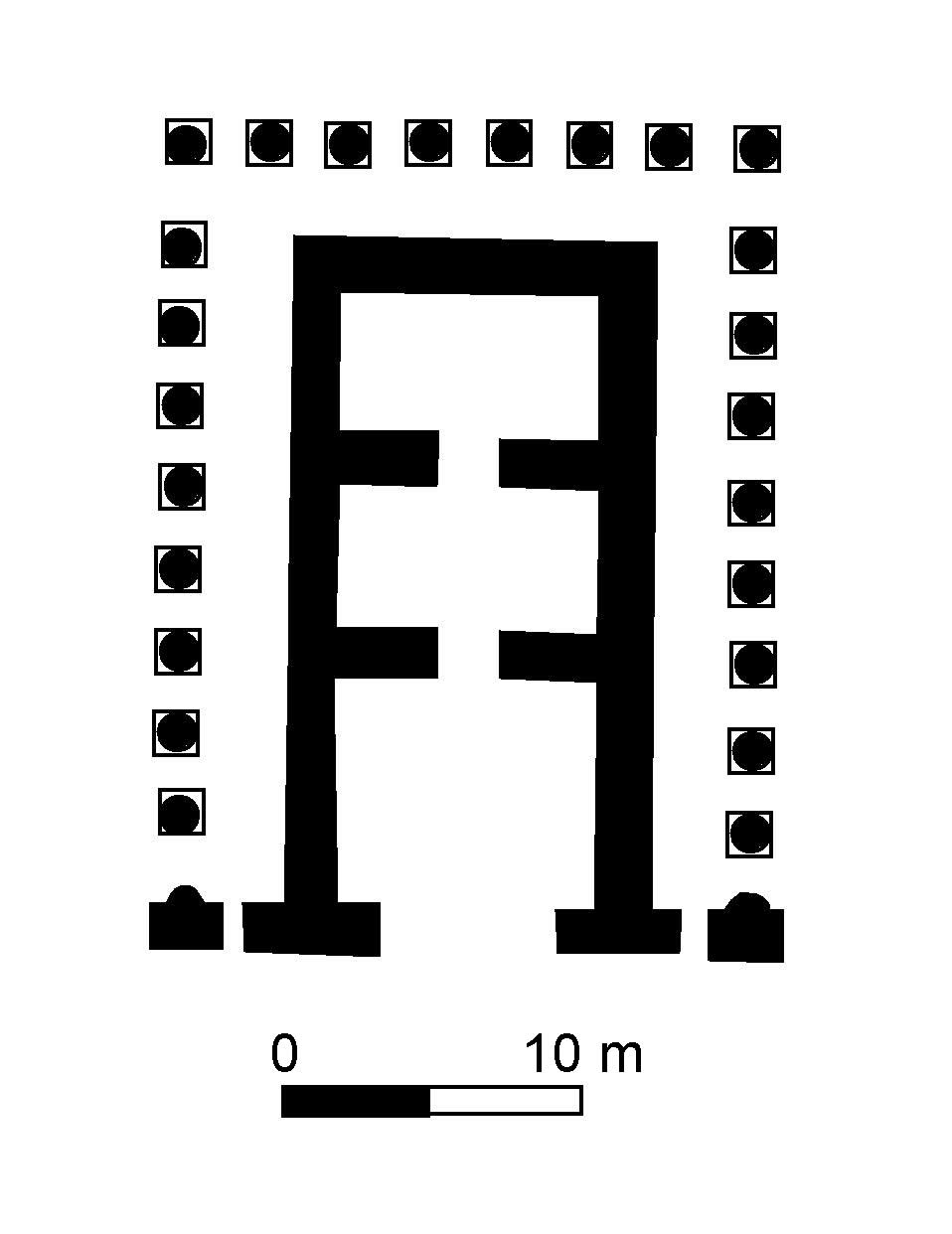
معبد اشکانی در آشور.

این شهر در دوره شاهنشاهی اشکانی به ویژه بین سال‌های ۱۵۰ پیش از میلاد تا ۲۷۰ پس از میلاد، احیا شد و به مرکز اداری پارتیان آشورستان تبدیل شد. آشور شناسان سیمو پارپولا و پاتریشیا کرون معتقدند که احتمالاً آشور در این دوره استقلال کامل داشته‌است. سایر مناطق آشوری مانند بت گرمائی، بت نوهادرا و آدیابنه نیز به این دلیل شکوفا شدند که اشکانیان فقط کنترل سست یا متناوب بر آشور اعمال می‌کردند. ساختمان‌های جدید اداری در شمال شهر قدیمی و یک کاخ در جنوب ساخته شده‌است. معبد قدیمی که به خدای ملی آشوریان، آشور اختصاص داده شده بود، و همچنین معابد سایر خدایان آشوری بازسازی شد.
کتیبه‌های آشوری آرامی شرقی از بقایای آشور، نگرشی در شهر دوره اشکانیان ایجاد کرده‌است که آشور دارای خط آرامی سریانی خود است، که از نظر دستور زبان و نحو همان است که در ادسا و جاهای دیگر در ایالت اوسروئن یافت شده‌است.
سامی‌شناس آلمانی کلاوس بیر (۱۹۲۹–۲۰۱۴) بیش از ۶۰۰ کتیبه از شهرها و مناطق مختلف میانرودان از جمله آشور، دورا اروپوس، هاترا، گادالا، تکریت و طور عبدین منتشر کرد. با توجه به اینکه مسیحیت در طول دوره اشکانیان در میان آشوریان گسترش یافته بود، فرهنگ و آیین اصیل آشوری برای مدتی ادامه یافت، همان‌طور که توسط کتیبه‌هایی که شامل التزام به خدایان آشور، نرگل، سین، ایشتار و شمش است و همچنین ذکر نام‌هایی از شهروندان با نام‌های مرکب که به خدایان آشوری اشاره دارد، مانند ssAsur-ḥēl (عشق من قدرت من است) ،)Asur-emar (آشور حکم کرد/امر کرد)، ssAsur-ntan (آشور [پسری داد]) و ssAsur-šma (آشور شنیده‌است؛ رجوع کنید به اسرحدون).
مورخ رومی فستوس در حدود سال ۳۷۰ میلادی نوشت که در سال ۱۱۶ میلادی تراژان از فتوحات خود در شرق فرات استان‌های جدید رومی بین‌النهرین (استان روم) و آشور (روم) نام برده‌است. وجود ایالت رومی اخیر توسط CS Lightfoot و F. Miller مورد تردید است. در هر صورت، فقط دو سال پس از ایجاد ایالت‌های ذکر شده، جانشین تراژان هادریان، فتوحات شرقی تراژان را به اشکانیان بازگرداند و ترجیح داد با آنان در صلح و دوستی زندگی کند.
رومیان بعداً در زمان حکمرانی لوسیوس وروس و سپس سپتیمیوس سوروس، برای تأسیس استان‌های رومی بین‌النهرین (استان روم) و اوسروئن، به میانرودان حمله کردند.
در سال ۲۵۷ میلادی پادشاه ایرانی شاپور یکم ساسانی (۲۴۱–۲۷۲ میلادی) پس از بازپس‌گیری اوسروئن، آدیابن، بت نوهادرا، بت گرمائی و هاترا، شهر را تصرف و رومیان را اخراج و این شهرها را در شاهنشاهی ساسانی ادغام کرد.
این شهر اگر چه توسط شاپور یکم ساسانی ویران شد، اما تا قرن ۱۲ و ۱۳ میلادی همچنان مسکونی بود و این شهر پی‌درپی به دودمان آل زنگی و ایلخانان تعلق داشت. سپس رها شد و تا حدی به عنوان قبرستان استفاده شد.